# Riphagen
Pour plus de détails, voir Fiche technique et Distribution.
Riphagen est un long métrage du réalisateur néerlandais Pieter Kuijpers sorti en 2016.

## Synopsis
Le film relate l'histoire de Dries Riphagen, un traître hollandais ayant aidé les Nazis pendant la Seconde Guerre mondiale, en volant lui-même les trésors des Juifs. Il a ainsi amassé une fortune et n'a jamais été poursuivi par la justice pour ses crimes,.

## Fiche technique
- Titre : Riphagen
- Réalisation : Pieter Kuijpers
- Scénario : Thomas van der Ree et Paul Jan Nelissen
- Musique : Paleis van Boem
- Photographie : Bert Pot
- Montage : Herman P. Koerts
- Production : Pieter Kuijpers, Iris Otten et Sander van Meurs
- Société de production : Pupkin Film et VPRO
- Pays :  Pays-Bas
- Genre : Biopic, drame et guerre
- Durée : 131 minutes
- Dates de sortie : 
  -  Pays-Bas : 22 septembre 2016
  -  France : 12 juillet 2017

## Distribution
- Huub Smit : Toon Kuijper
- Anna Raadsveld (VF : Justine Hostekint) : Betje Wery
- Jeroen van Koningsbrugge (VF : Julien Dutel) : Dries Riphagen
- Mark Rietman : Einthoven
- Sigrid ten Napel (VF : Angélique Heller) : Lena
- Peter Blok : Gert van der Veen
- Lisa Zweerman (VF : Karl-Line Heller) : Greetje
- Kay Greidanus (VF : Michaël Maïnö) : Jan van Liempd
- Micha Hulshof (VF : Julien Rampon) : Albert Kok
- Guido Pollemans : Harry Rond
- Steef de Bot : Arie
- Tjebbo Gerritsma (VF : Hyppolit Audouy) : Joop Out
- Sieger Sloot (VF : Fabien Albanese) : Frits Kerkhoven
- Antoinette Jelgersma : Esther Schaap

Version française réalisée par BTI Studios ; direction artistique : Karl-Line Heller ; adaptation des dialogues : Jennifer Bellebeau
 Source et légende : version française (VF) sur RS Doublage